# Partito Liberale del Canada

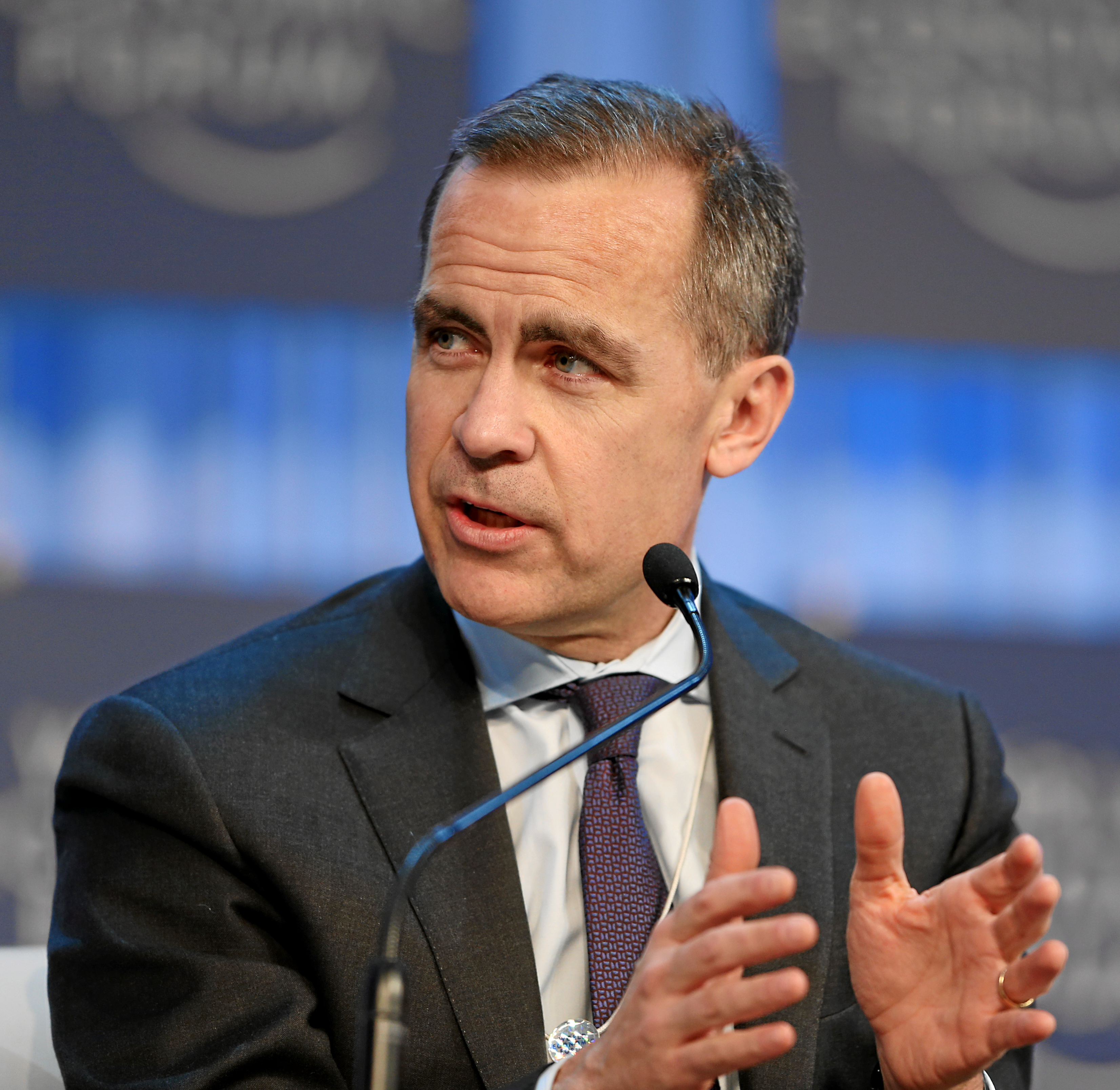
Mark Carney, leader del Partito Liberale del Canada dal 2025

Il Partito Liberale del Canada (inglese: Liberal Party of Canada; francese: Parti Libéral du Canada) è un partito politico canadese di centro, descritto anche come "partito pigliatutto".
Fondato nel 1867, è il più antico partito federale ancora attivo in Canada. Ha avuto un ruolo centrale nella politica nazionale per la maggior parte del XX secolo, periodo in cui è stato il "partito naturale di governo".
Dal punto di vista ideologico come partito pigliatutto raccoglie varie correnti di diverse tendenze e tradizioni, ma generalmente è economicamente centrista e nelle questioni sociali moderatamente progressista. Ha cercato di mantenere un equilibrio tra le varie correnti dal centro-sinistra al centro-destra.

## Storia

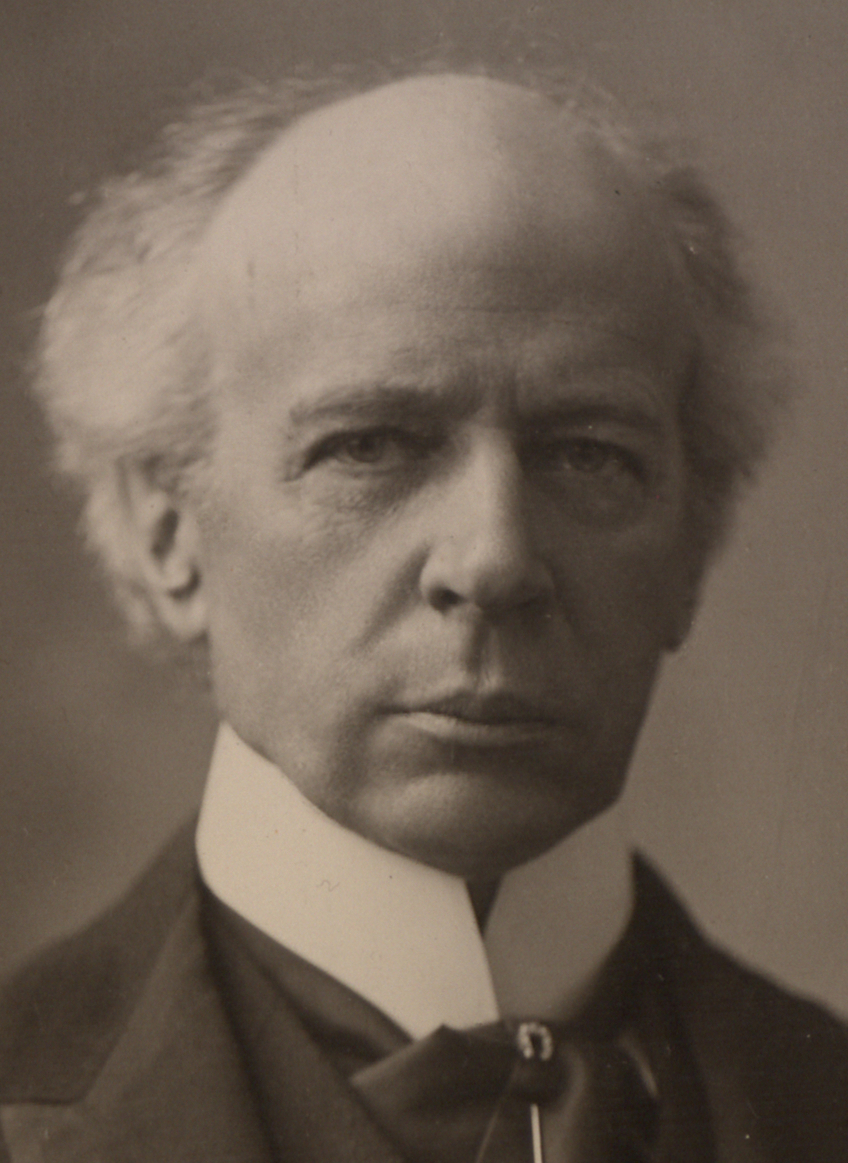
Wilfrid Laurier, secondo premier liberale della storia canadese dopo Alexander Mackenzie

### Origini
Un Partito Liberale unitario sia dei canadesi francofoni, che di quelli anglofoni venne fondato nel 1861. In precedenza avevano operato movimenti riformisti anglofoni, spesso detti "liberal" nel Nord America Inglese, i "Clear Grits" ("sabbia pulita", senza sporcizia) in Ontario, opposti ai conservatori di "Famiglia unita", e il "Partito rosso" (o Rouges), erede del Partito patriottico, nel Basso Canada, quasi corrispondente all'attuale Quebec. I Clear Grits ed il Partito Rosso si presentarono uniti alla legislative della Provincia del Canada del 1854, in un'epoca in cui comunque le organizzazioni di partito erano piuttosto labili.
Nel periodo della Confederazione canadese, i liberal furono quasi sempre all'opposizione grazie all'attività politica dei conservatori guidati da Sir John A. Macdonald. In questo periodo, l'unico governo liberale, per di più poco coeso, fu quello di Alexander Mackenzie tra il 1873 ed il 1878, quando cadde per le sue contestate scelte in materia di libero commercio internazionale.

### Egemonia
Nel 1887, divenne leader del partito il francofono Wilfrid Laurier, il quale seppe organizzare il partito al di là delle divisioni linguistiche, e nel 1896 portò i liberali alla vittoria. I Liberal in questo periodo si caratterizzarono come sostenitori del libero commercio con gli Stati Uniti d'America e della nascita di una marina canadese, il tutto in opposizione all'imperialismo inglese. Inoltre, Laurier cercò di attenuare le posizioni anti-clericali del partito per migliorare le posizioni del partito nella parte francofona, a maggioranza cattolica. I liberali persero il governo dopo la sconfitta alle elezioni del 1911. La Prima guerra mondiale determinò la spaccatura in seno ai liberali tra favorevoli e contrari alla leva obbligatoria. Infatti, nelle elezioni successive i liberal filo-coscrizione diedero vita ai Liberal-Unionisti che sostennero il governo unionista del conservatore Sir Robert Borden. Con la fine della guerra alcuni liberal-unionisti, però, ritornarono nelle file del partito.
Il successore di Laurier quale leader del partito fu, a partire dal 1919, Mackenzie King, primo ministro dal 1921 al 1948 (salvo brevi periodi di governo dei conservatori). In questo periodo i Liberal si caratterizzarono per una politica sociale progressista, attraverso l'assistenza alla maternità con sussidi mensili alle madri con prole numerosa, e riuscirono a mediare tra le varie zone del Paese, in particolare tra la maggioranza anglofona e la minoranza francofona. Inoltre con il sostegno del Co-operative Commonwealth Federation, oggi Nuovo Partito Democratico (socialdemocratici), vennero introdotte le pensioni di anzianità. Nel 1948 divenne leader del Partito Liberale, e Primo Ministro, Louis Saint-Laurent, che mantenne tali cariche fino alla sconfitta elettorale del 1957. Saint-Laurent allargò il campo di intervento del welfare state mantenendosi comunque favorevole al libero mercato e a una maggiore integrazione economica con gli Stati Uniti.
In seguito, durante i due governi di minoranza capeggiati da Lester Pearson (Premio Nobel per la Pace nel 1957), primo ministro tra il 1963 ed il 1968, vennero istituzionalizzati il sistema sanitario pubblico federale Medicare, il sistema pensionistico federale, i prestiti agli studenti, il bilinguismo ufficiale (mentre in Québec montavano agitazioni secessionistiche) e la bandiera canadese.

### Dal 1968 in poi
I liberali continuarono a detenere il governo anche con Pierre Trudeau, che fu primo ministro dal 1968 al 1979, e poi ancora dal 1980 al 1984. In questi anni furono approvati l'Official Languages Act, che rese il bilinguismo obbligatorio, e la Carta dei diritti e delle libertà, la costituzione canadese tuttora in vigore (1982). I governi di Trudeau si caratterizzarono per un forte impegno sociale e per la creazione di un forte stato centrale, in opposizione al separatismo del Québec, pur garantendo una diversità di status allo stato francofono.
Alle elezioni del 1984 il nuovo leader, John Turner, non riuscì a contenere l'emorragia di consensi, al punto che il LPC si ritrovò con appena 41 seggi, tanti quanti i socialdemocratici del Nuovo Partito Democratico (NDP), storicamente il terzo partito federale del Canada. Alle elezioni del 1988, grazie all'opposizione al Trattato di libero scambio NAFTA tra USA e Canada il LPC ottenne 83 seggi, non riuscendo, però, a tornare al governo e sottraendo seggi quasi unicamente al NDP.
Con Jean Chrétien il LPC è tornato al governo dal 1993 al 2003, sfruttando, soprattutto negli anni 1990, le divisioni all'interno dei conservatori progressisti (PC) ed i buoni risultati del populista Partito Riformatore e degli indipendentisti del Bloc Québécois, che raccoglievano consensi soprattutto nell'elettorato conservatore. Chrétien ridusse comunque il tradizionale interventismo statale in economia dei liberali canadesi, e ridusse i trasferimenti alle province per le spese sociali.
Nel 2003, l'allora ministro delle finanze Paul Martin rimpiazzò il dimissionario Chrétien alla guida del partito e del governo. Martin guidò il partito liberale alle elezioni anticipate del 2004, quando si trovò davanti le forze di destra riunite nel Partito Conservatore e riuscì a formare solo un governo di minoranza. Nel 2006, con il 30,6% dei voti, il LPC tornò all'opposizione dopo tredici anni. Successivamente a tale sconfitta, Martin rassegnò le dimissioni dalla guida del partito liberale; in occasione di un combattutissimo congresso nazionale a Montréal, lo LPC elesse Stéphane Dion, ex ministro dell'ambiente del governo Martin e fervente ecologista, come nuovo leader.
Il cambiamento di rotta non servì comunque a contenere l'emorragia di consensi. Alle elezioni del 2008, i liberali ottennero il 26,2% dei voti (-3,9%), loro minimo storico, e 76 seggi (-27). Ad avvantaggiarsene sono stati il Partito Conservatore del Canada ed il Nuovo Partito Democratico. Dimessosi Dion, venne scelto come nuovo leader Michael Ignatieff, noto intellettuale e commentatore politico, il quale assunse posizioni più liberiste rispetto alle tradizioni del partito.
Le elezioni del 2011 hanno segnato il tracollo per i liberali, che sono ulteriormente calati al 18,9%, ottenendo 34 seggi, pari all'11% dell'assemblea parlamentare, scendendo per la prima volta nella storia al terzo posto tra i partiti canadesi e perdendo perfino il ruolo di Opposizione ufficiale. Ignatieff si è dimesso in conseguenza di questi risultati.
Nel 2013 il partito ha eletto Justin Trudeau come leader, e nel 2015 si è ripreso dal minimo storico e ha vinto le elezioni con un governo di maggioranza. Alle federali del 2019 il partito è sceso a un governo di minoranza, confermato nelle elezioni del 2021, e ha governato con appoggi esterni.
Negli ultimi mesi del 2024, la progressiva erosione di consensi nei sondaggi e la fine dell'appoggio esterno dei neodemocratici hanno portato a una crisi di governo interna al partito. In seguito a pressioni liberali, il 6 gennaio 2025 Trudeau ha annunciato le proprie dimissioni, effettive dopo la nomina del successore. Il 9 marzo le primarie hanno conferito la nomina all'economista Mark Carney, che è quindi diventato leader del partito e Primo ministro. Con una ripresa di consensi, in parte causata dalla seconda presidenza di Donald Trump, Carney ha chiesto e ottenuto le elezioni anticipate, che hanno conferito ai liberali un altro governo di minoranza.

## Ideologia
Il partito ha un orientamento generalmente di centro, che coniuga, però, una visione centrista in campo economico con una visione sociale progressista (ad es. sui diritti degli omosessuali), cercando di presentarsi come partito di mediazione tra le diverse componenti economiche ed etniche del Paese. In campo economico, come partito pigliatutto, ha importanti fazioni di centro-sinistra e centro-destra.
Il partito ha assunto posizioni favorevoli all'intervento dello Stato nell'economia soprattutto negli anni '60 e '70, mentre dagli anni '90 è apparso maggiormente favorevole al libero mercato. È membro dell'Internazionale liberale.
Il Partito Liberale ha il suo tradizionale bacino di voti in Ontario, nelle province atlantiche e in parti del Québec. Il partito ha meno consensi nel Canada occidentale, dove raccoglie pochi seggi e viene percepito come centralista e lontano dalle comunità locali, una frattura elettorale maturata a metà del XX secolo e persistente da allora.

## Struttura
Come è tipico dei partiti canadesi, il Partito Liberale ha una struttura particolarmente "leggera", che si attiva a livello locale solo in occasione delle campagne elettorali e della scelta dei delegati ai Congressi nazionali, nei quali il partito sceglie il proprio leader. L'organizzazione di base non ha in pratica alcun potere di indirizzo nei confronti del gruppo parlamentare, che a sua volta è soggetto a una disciplina di partito piuttosto ferrea da parte del leader.
Va anche notato che esistono partiti Liberali in tutte le province del Canada, ma si tratta di partiti organizzativamente e ideologicamente autonomi rispetto al Partito Liberale federale. Questa separazione tra partiti federali e partiti provinciali è caratteristica del sistema politico canadese.

### Organizzazione interna

#### Leader
- Alexander Mackenzie (1873-1880)
- Edward Blake (1880-1887)
- Wilfrid Laurier (1887-1919)
- William Lyon Mackenzie King (1919-1948)
- Louis Saint-Laurent (1948-1958)
- Lester Pearson (1958-1968)
- Pierre Trudeau (1968-1984)
- John Turner (1984-1990)
- Jean Chrétien (1990-2003)
- Paul Martin (2003-2006)
- Stéphane Dion (2006-2008)
- Michael Ignatieff (2008-2011)
- Bob Rae (2011-2013) ad interim
- Justin Trudeau (2013-2025)
- Mark Carney (2025-)